# JAM JAM OSAKA
- JAMJAM大阪
- ジャムジャム大阪

JAM JAM OSAKA（ジャムジャムオーサカ）は、1980年4月7日から1981年10月2日まで、ラジオ大阪で放送されていたワイドラジオ番組。

## 放送時間
- 月曜日〜金曜日　21:30 - 23:30 （1980年4月7日 - 1981年4月3日）
- 月曜日〜金曜日　22:40 - 23:30 （1981年4月6日 - 1981年10月2日）

## 概要
当番組の前身番組『JAM JAM 11』（1978年10月 - 1980年4月4日）は、更にその前番組でニューミュージック重視の音楽路線の番組だった『星空にうたおう 青春最前線』→『青春最前線 ドキドキラガジン』から音楽指向路線を続けながらも、同じ音楽でもニューミュージックからロック路線の番組として放送。宇崎竜童、松任谷由実、アン・ルイス、桃井かおりらがレギュラー出演していた。しかしそれでも、当時放送時間帯が重なり裏番組であった『MBSヤングタウン』（MBSラジオ）、『ABCヤングリクエスト』（ABCラジオ）に対し不振。1980年4月の改編に合わせて『JAM JAM OSAKA』にリニューアルすると共にパーソナリティ陣を見直し、引き続き歌手・アーティストを起用し続けた一方で、“喋りのプロ”として紳助・竜介、のりお・よしおと漫才コンビを起用するなど、音楽面を残しながらも曜日によってはトーク面、バラエティ面を強化する路線に転換した。なお前番組『JAM JAM 11』からは阿藤海、宇崎竜童、アン・ルイスが続投している。
放送時間も『JAM JAM 11』の平日23:00 - 25:00から、より若者リスナーが聴きやすくするためと『ヤングタウン』『ヤングリクエスト』の各裏番組よりスタートを早くするために1時間30分繰り上げ、21:30 - 23:30とした。『ヤングタウン』（22:00スタート）、『ヤングリクエスト』（23:00スタート）と当番組の3番組の中で「一番乗り」であることをフルに生かした構成とし、選曲もクロスオーバー傾向が進んでいたとされる当時の若者たちの趣向に合わせるように、ロック中心だった『JAM JAM 11』と比べてその幅を大きく広げた。
1981年4月改編で、放送時間が半分以下の50分となり、1時間を切る。これは近鉄バファローズナイターが放送されているシーズンだけの措置で、10月から元の2時間に戻ると伝えられてはいたが、結局そのまま半年後の1981年10月改編で終了した。

## パーソナリティ・レギュラー出演者

### 1980年4月 - 1980年9月
- 月曜：阿藤海、麻上洋子[注釈 2]
- 火曜：兵藤ゆき、神本宗幸（ツイスト）
- 水曜：岸田智史、黒谷昌子
- 木曜：桑名晴子、マーキー
- 金曜：島田紳助・松本竜介[注釈 3]、宇崎竜童（コーナー出演）、アン・ルイス（コーナー出演）

### 1980年10月 - 1980年12月
- 月曜：阿藤海、麻上洋子、宇崎竜童、アン・ルイス
- 火曜：兵藤ゆき、神本宗幸
- 水曜：岸田智史、黒谷昌子
- 木曜：桑名晴子、マーキー
- 金曜：島田紳助・松本竜介、ヒロスケ

### 1981年1月 - 1981年3月
- 月曜：西川のりお・上方よしお、寺嶋千恵子
- 火曜：兵藤ゆき、神本宗幸
- 水曜：岸田智史、黒谷昌子
- 木曜：木ノ葉のこ、マーキー、ヒロスケ
- 金曜：島田紳助・松本竜介

### 1981年4月 - 1981年10月
- 月曜：西川のりお・上方よしお、寺嶋千恵子[4]
- 火曜：兵藤ゆき、神本宗幸[4]
- 水曜：ヒロスケ、村上ショージ[4]
- 木曜：マーキー[4]
- 金曜：島田紳助・松本竜介[4][注釈 4]

## コーナー・内包番組
- JAM JAM ヤングニュース
- JAM JAM チャレンジ
  - レコードを3曲続けて最初のイントロ部分の5秒から10秒だけ聴いて歌手・アーティスト・演奏者を当てるクイズ。チャレンジ希望者ははがきで募集（その際にはがきに「チャレンジ希望」などと明記）、挑戦者は電話で出演。賞金は1問正解で3,000円、2問正解で5,000円、全問正解で1万円。全問不正解でも番組特製Tシャツがもらえた[5][6]。
- JAM JAM ブラックジャック
  - 前番組『JAM JAM 11』から継続のゲームコーナー[7]。
- 只今ご当地到着
  - 地方に行った先々で地元のファンにインタビューした声をオンエアしていた[8]。
- スタジオジャック
  - ゲストコーナー。そしてそのゲストとのトークの最中にもゲストのマネージャー、友人らに電話をつないで話を聞き、その素顔を明らかにしていった[9][10]。
- ハローギャル
  - 街中や駅などで見かけた女性にマイクを向けてインタビュー、この模様を放送した後にその同じ女性に電話をつないでトークをしていた[10]。
- ショッピングクイズ[9]

兵藤ゆき・神本宗幸の日のコーナー
- 音楽用語解説コーナー
  - 神本が音楽の専門用語を解説[9]。
- 珍・芸能ニュース
  - スター、芸能人の意外な一面を報告。リスナーからテレビやラジオ、雑誌などから見聞きして気付いた情報も募集[9]。
- 根性あるおハガキコーナー
- 文面が「本当にあの子根性あるわあ」で締められているという内容のはがきを、兵藤が声色を変えながら紹介[9]。
- ピアノ弾き語りコーナー[9]

岸田智史・黒谷昌子の日のコーナー
- 恐怖のくいこみクイズ
  - 直前の近鉄バファローズナイターの放送が延長して何分、本番組に食い込まれるかを当てるクイズ。解答としてはがきにナイター中継の終わる時間を書いて送ることになっていた。正解者には賞品として本番組の特製Tシャツと近鉄バファローズのTシャツがセットで贈られていた[11]。
- ゆうれいシリーズ
  - リスナーから送られて来た「幽霊の声」とされるカセットテープを放送したところ、話題を集めたことがきっかけで出来たコーナー[9]。
- しらけこばなし
  - いかに“白けた話”であるかを競うコーナーで、岸田が話を読み、それに黒谷が笑ったら送り主は失格となる[9]。
- あってもいいじゃないか
  - 1981年2月スタート。古今東西の「こんなものもあってもいいじゃないか」というネタを紹介[9]。

紳助・竜介の日のコーナー
- 紳竜の青春をどう生きる
  - リスナーからのはがきや手紙に対し、真面目にアドバイスを送る[9]。
- 紳竜あべこべ話
  - 「ほとんど敷地が兵庫県内なのになぜ大阪空港？」などの珍問・奇問を紳助・竜介の二人が漫才タッチの喋りで解決していた[9]。
- 青春道中
  - リスナーからの、“したたかに生きる”という内容のはがきや手紙を紹介してそれを二人が応援[4]。

のりお・よしお・寺嶋千恵子の日のコーナー
- ミニマンザイ
  - お題、テーマをリスナーから募集し、その中から選ばれたものを基にして作った漫才をのりお・よしおが披露する。そのまま漫才の台本として作った作品も受け付けていた[9]。
- ちいこの猫談義
  - 猫好きの寺嶋メインのコーナーで、猫に関するはがきや手紙を紹介[9]。
- ポエムの世界
  - リスナーから寄せられた詩を、雰囲気に合わせたBGMに合わせて朗読[9]。

ヒロスケの日のコーナー
- 君の詩に曲をつけます[4]

内包番組
- くり万・奈保子のランナウェイ!サウンドレポート （ニッポン放送制作）
  - 他